# بلدة شيانشويغو
بلدة شيانشويغو (بالصينية: 咸水沽镇) هي بلدة تقع ضمن حي جيننان في بلدية تيانجين شمالي الصين. بحسب تعداد عام 2010، بلغ عدد سكان البلدة 148٬602 نسمة.

## الموقع الجغرافي
تقع بلدة شيانشويغو في الجزء الجنوبي من ناحية جينتشياو الفرعية، وتحدّها:
- من الشمال: بلدة بيجاكو
- من الجنوب: ناحية هايتانغ الفرعية
- من الشرق: بلدة جيغو
- من الغرب: بلدة شينتشوانغ وناحية هايتانغ أيضًا

كما تمتلك البلدة جيبًا جغرافيًا صغيرًا جنوب ناحية هايتانغ، منفصلًا عن مركزها الرئيسي.